# Сен-П'єрр-д'Аллевар
Сен-П'єрр-д'Аллева́р (фр. Saint-Pierre-d'Allevard) — колишній муніципалітет у Франції, у регіоні Овернь-Рона-Альпи, департамент Ізер. Населення — 2828 осіб (2011).
Муніципалітет був розташований на відстані близько 480 км на південний схід від Парижа, 105 км на південний схід від Ліона, 33 км на північний схід від Гренобля.

## Історія
До 2015 року муніципалітет перебував у складі регіону Рона-Альпи. Від 1 січня 2016 року належав до нового об'єднаного регіону Овернь-Рона-Альпи.
1 січня 2016 року Сен-П'єрр-д'Аллевар і Моретель-де-Май було об'єднано в новий муніципалітет Кре-ан-Бельдонн.

## Демографія
Динаміка населення (INSEE ):
Розподіл населення за віком та статтю (2006):
| Стать | Всього | До 15 років | 15-24 | 25-44 | 45-64 | 65-85 | Понад 85 |
| --- | ------ | ----------- | ----- | ----- | ----- | ----- | -------- |
| Чоловіки | 1331   | 331         | 180   | 357   | 297   | 158   | 8        |
| Жінки | 1352   | 296         | 146   | 416   | 290   | 181   | 23       |
| \| Статево-вікова піраміда \| Статево-вікова піраміда \| Статево-вікова піраміда \| \| ----------------------- \| ----------------------- \| ----------------------- \| \| Чоловіки \| Вік \| Жінки \| \| 8 \| 85 + \| 23 \| \| 19 \| 80-84 \| 42 \| \| 35 \| 75-79 \| 42 \| \| 39 \| 70-74 \| 58 \| \| 65 \| 65-69 \| 39 \| \| 58 \| 60-64 \| 54 \| \| 46 \| 55-59 \| 84 \| \| 81 \| 50-54 \| 76 \| \| 112 \| 45-49 \| 76 \| \| 96 \| 40-44 \| 139 \| \| 76 \| 35-39 \| 96 \| \| 104 \| 30-34 \| 127 \| \| 81 \| 25-29 \| 54 \| \| 76 \| 20-24 \| 46 \| \| 104 \| 15-20 \| 100 \| \| 96 \| 10-14 \| 119 \| \| 108 \| 5-9 \| 119 \| \| 127 \| 0-4 \| 58 \| |        |             |       |       |       |       |          |
| Статево-вікова піраміда |        |             |       |       |       |       |          |
| Чоловіки | Вік    | Жінки       |       |       |       |       |          |
| 8 | 85 +   | 23          |       |       |       |       |          |
| 19 | 80-84  | 42          |       |       |       |       |          |
| 35 | 75-79  | 42          |       |       |       |       |          |
| 39 | 70-74  | 58          |       |       |       |       |          |
| 65 | 65-69  | 39          |       |       |       |       |          |
| 58 | 60-64  | 54          |       |       |       |       |          |
| 46 | 55-59  | 84          |       |       |       |       |          |
| 81 | 50-54  | 76          |       |       |       |       |          |
| 112 | 45-49  | 76          |       |       |       |       |          |
| 96 | 40-44  | 139         |       |       |       |       |          |
| 76 | 35-39  | 96          |       |       |       |       |          |
| 104 | 30-34  | 127         |       |       |       |       |          |
| 81 | 25-29  | 54          |       |       |       |       |          |
| 76 | 20-24  | 46          |       |       |       |       |          |
| 104 | 15-20  | 100         |       |       |       |       |          |
| 96 | 10-14  | 119         |       |       |       |       |          |
| 108 | 5-9    | 119         |       |       |       |       |          |
| 127 | 0-4    | 58          |       |       |       |       |          |

## Економіка
2010 року серед 1739 осіб працездатного віку (15—64 років) 1281 була активною, 458 — неактивними (показник активності 73,7%, у 1999 році було 68,2%). З 1281 активної мешканців працювало 1198 осіб (639 чоловіків та 559 жінок), безробітними було 83 (34 чоловіки та 49 жінок). Серед 458 неактивних 135 осіб було учнями чи студентами, 145 — пенсіонерами, 178 були неактивними з інших причин.

У 2010 році в муніципалітеті числилось 1059 оподаткованих домогосподарств, у яких проживали 2792,0 особи, медіана доходів виносила 20 087 євро на одного особоспоживача